# San Vincenzo Valle Roveto
San Vincenzo Valle Roveto es una  localidad italiana de la provincia de L'Aquila, región de Abruzos de 2.525 habitantes.

## Evolución demográfica
| Gráfica de evolución demográfica de San Vincenzo Valle Roveto entre 1861 y 2001 |
|                                                                                 |
| fonte ISTAT - elaborazione grafica a cura di Wikipedia                          |